# San Fermín-Orcasur (metropolitana di Madrid)
San Fermín-Orcasur è una stazione della linea 3 della metropolitana di Madrid.
Si trova sotto all'incrocio tra la Avenida de Andalucía e la Avenida de los Poblados, nel distretto di Usera.
La denominazione deriva dall'ubicazione della stazione, che si trova tra il quartiere di San Fermín e quello di Orcasur.

## Storia
La stazione fu aperta al pubblico il 21 aprile 2007 in corrispondenza dell'ampliamento della linea 3 fino a  Villaverde Alto.
Lo scavo della stazione, profonda 29 m, fu eseguito con una speciale macchina che si adatta meglio al terreno della zona.

## Accessi
Ingresso San Fermín-Orcasur
- Avenida Perla Avenida de la Perla 29
- Ascensore Avenida Perla, 29
- Avenida de Andalucía, pari Avenida de Andalucía 20